# Fortsetzerstaat
Fortsetzerstaat ist ein im völkerrechtlichen Diskurs, insbesondere im Zusammenhang mit dem Zerfall der Sowjetunion, benutzter Begriff für einen Staat, wobei Elemente der Identität als Völkerrechtssubjekt und der Staatennachfolge vermischt werden.

## Begriffsbeschreibung

### Das Beispiel der Sowjetunion
Der Begriff wurde nach Zerfall der UdSSR erfunden (Übersetzung des russischen государство-продолжатель gossudarstwo-prodolschatel) und angewendet, um zu legitimieren, dass die Russische Föderation die Position der zerfallenen Sowjetunion einnimmt, obwohl beide nach völkerrechtlichen Regeln, zumindest der Meinung vieler Völkerrechtler zufolge, nicht als identisch anzusehen seien. Hinsichtlich der Russischen Föderation sei, da die UdSSR dismembriert sei, die Staatensukzession (respektive Staatennachfolge) eingetreten. Dieses Ergebnis wollte jedoch von Russland vermieden werden, das deshalb auch die Staatengemeinschaft zur Anerkennung dieser Identitätsfiktion aufrief. Für Urs Saxer bedeutete die Anerkennung der Staatengemeinschaft dieser russischen Erklärung auch eine Form von Sicherheit, da die Weitergeltung der völkerrechtlichen Verpflichtungen der Sowjetunion geklärt wurde. Die Juristin Angelika Nußberger sieht in der Verwendung des Begriffes noch eine mögliche große Bedeutung, insbesondere was die Frage nach der Haftungsverantwortlichkeit für das von der Sowjetunion begangene Unrecht angeht. Nach der Ansicht Gilbert Gornigs, der keine Identität, sondern eine Rechtsnachfolge der Russischen Föderation annimmt, liegt genau im Punkt des Verständnisses Russlands als Fortsetzerstaat die Begründung der Haftung Russlands für sowjetische Verbrechen. Von den ehemaligen Sowjetrepubliken akzeptierte nur die Ukraine die herrschende Meinung, Russland als Fortsetzerstaat zu betrachten, nicht. Die russische Völkerrechtlerin Galina Schinkarezkaja beschreibt mit dem Begriff Fortsetzerstaat hingegen das Verhältnis Russlands mit der Russischen Sowjetrepublik (RSFSR), im Verhältnis zur UdSSR sei Russland nach ihrer Ansicht ebenso wie die anderen postsowjetischen Staaten Rechtsnachfolger.
Der russische Außenminister Andrei Kosyrew definiert den Fortsetzerstaat am Beispiel seines Landes, in Abgrenzung zum Begriff des Nachfolgestaats, der die Verpflichtungen der vorherigen Union übernommen habe, dass die Verbindung der Außenwelt auf den Nachfolger übergangen sei, so auch die Berechtigungen, wie der Sitz im Sicherheitsrat. Der Jurist Zimmermann definiert daher den Begriff so, dass er gegensätzlich zu Nachfolgestaat sei und beide sich gegenseitig ausschließen würden. Dabei setzt er das Vorliegen einer völkerrechtlichen Identität voraus. Andere Autoren, so der Jurist Theodor Schweisfurth, beschreiben den Begriff jedoch als Nachfolgestaat sui generis. Dabei wird es als eine grundsätzliche und generelle Rechtsnachfolge beschrieben. Der Jurist Igor Lukaschuk beschreibt jedoch auch, dass man das in der Zirkularnote vom 13. Januar 1992 zum Ausdruck gebrachte Interesse Russlands, die Verpflichtungen der RSFSR zu übernehmen, nicht zu wörtlich nehmen dürfe, sondern, dass Russland, und so verstand es wohl auch der stellvertretende russische Außenminister Fjodor Schelow-Kowedjajew, aufgrund der veränderten Umstände Verträge revidieren dürfe.

### Versuch einer Begriffsdefinition
In der Literatur werden verschiedene Definitionen für den Begriff angeführt. Der Jurist Ulrich Fastenrath spricht davon, dass es sich nur um einen anderen Begriff für völkerrechtliche Identität eines Staates handele, es jedoch auch die Möglichkeit geben würde, dass ein früherer Gliedstaat, nachdem er souverän geworden ist, sowohl eigene Völkerrechtssubjektivität besitzt als auch die vorherige des ehemaligen Bundesstaates „fortführt“. Dagegen wird eingewandt, dass wenn Identität zwischen Gliedstaat und vorherigem Bundesstaat vorliegen würde, es des Begriffes des Fortsetzerstaates nicht bräuchte. Norbert B. Wagner kritisiert, dass es nicht logisch wäre, einen Gliedstaat als Fortsetzerstaat zu akzeptieren, die anderen Staaten jedoch nur als Rechtsnachfolger.
Wagner führt weiter aus, dass der Begriff des Fortsetzerstaates nur aus politischen Gründen genutzt werde, um die Vermeidung der Anwendbarkeit der Regeln der Staatensukzession zu erreichen und daher eine Identität als Völkerrechtssubjekt zu fingieren. Auch andere Autoren unterstützten die These, dass es sich um einen Begriff aufgrund der politischen Situation handeln würde. Die Anwendung der Fiktion kann verhindern, dass die ansonsten notwendige Änderung von Verträgen, wie der Charta der Vereinten Nationen, gemacht werden müsste. Der „Fortsetzerstaat“ sei „eine die normative Kraft des Faktischen bestätigende politische Figur“, die jedoch nichts daran ändern könne, dass dieser Staat in Wirklichkeit „in keiner völkerrechtlichen Kontinuitätslinie“ zum vorherigen stehe.

### Beispiel Jugoslawiens
In einem anderen, laut Wagner vergleichbaren Fall, nämlich dem der zerfallenden SFR Jugoslawien, beanspruchte die Bundesrepublik Jugoslawien am 27. April 1992 deren Sitz in den Vereinten Nationen, was jedoch, im Gegensatz zu dem der Russischen Föderation, von der UN-Generalversammlung abgelehnt und somit keine Identität des Staates angenommen wurde. Von anderen Stimmen wird jedoch der Fall Jugoslawiens unterschiedlich bewertet, so handele es sich nicht um eine Dismembration wie bei der Sowjetunion, sondern um mehrere Sezessionen eines weiterhin bestehenden Staates, wobei Jugoslawien weiterhin bestehen würde nur unter anderem Namen. Der Beschluss der Vereinten Nationen sei daher als politischer „Akt mit Sanktionswirkungen zu verstehen“.